# Séisme de 2013 au Sistan-et-Baloutchistan
Ne doit pas être confondu avec Séisme de 2013 au Pakistan.
Le séisme de 2013 au Sistan-et-Baloutchistan s'est produit le 16 avril 2013 à 10h 44 UTC dans cette province iranienne voisine du Pakistan. La magnitude est de Mw =7.7 à 7.8, ce qui en fait l'un des plus puissants séismes depuis un demi-siècle en Iran.

## Conséquences
Le tremblement de terre a entraîné plusieurs dizaines de blessés. De l'autre côté de la frontière, dans le Baloutchistan pakistanais, les autorités ont recensé 34 morts et au moins 10 blessés. Le tremblement de terre a été ressenti jusqu'en Inde et dans les pays du Golfe.